# Ğ
Ğ, ğ (G с краткой) — буква расширенной латиницы. Используется в турецком, азербайджанском, татарском, крымскотатарском, берберском, лазском и казахском языках; входит в проект казахского алфавита на латинской основе. Использовалась официально в татарском латинском алфавите в начале 2000-х, сейчас используется в Интернете. В 1993—1995 годах использовалась в узбекском латинском алфавите.

## Тюркские языки

### Турецкий язык
| ağ  | [aː]            |
| eğ  | [eː~ej]         |
| iğ  | [iː]            |
| ığ  | [ɯː]            |
| oğ  | [oː]            |
| uğ  | [uː]            |
| öğ  | [øː]            |
| üğ  | [yː]            |
|     |                 |
| ağa | [aː]            |
| ığı | [ɯː]            |
| uğu | [uː]            |
|     |                 |
| eğe | [eje~eː]        |
| iği | [iː]            |
| üğü | [yjy~yː]        |
|     |                 |
| ağu | [a.u~awu]       |
| oğa | [o.a~owa]       |
| oğu | [o.u~owu]       |
| uğa | [u.a~uwa]       |
| öğe | [øje]           |
| öğü | [øjy]           |
| üğe | [yje]           |
|     |                 |
| ağı | [a.ɯ~aː~a*]     |
| ığa | [ɯ.a]           |
| eği | [eji~iː~e.i~æ*] |
| iğe | [ije]           |

В турецком алфавите буква Ğ называется yumuşak ge («мягкое гэ»). Эта буква всегда следует после гласной, поэтому не может быть первой в слове.
Правила произношения буквы следующие:
- на конце слова и перед согласными удлиняет предыдущую гласную, например: dağ(lar) («гора/горы») [daː(lar)]; если предыдущая гласная e или i, то может произноситься как звук [j]: değnek («палка») [dejnec];
- между одинаковыми заднеязычными гласными (a, ı, u) не произносится, но так же удлиняет при этом гласную: sığınak («приют») [sɯːnak], uğur («удача») [uːr];
- между одинаковыми переднеязычными гласными (e, i, ü) либо не произносится, удлиняя гласную, либо произносится как звук [j]: sevdiğim («что я люблю») [sevdiːm], düğün («свадьба»") [dyjyn];
- между разными огубленными гласными (o, u, ö, ü), или между гласными огубленными (o, u, ö, ü) и неогубленными (a, e) не произносится, но может звучать как билабиальный полугласный [w]: soğuk («холодно») [so.uk] или [sowuk], soğan («лук») [so.an] или [sowan];
- ağı произносится как два отдельных гласных или как долгий a: ağır («тяжёлый») [a.ɯr] или [aːr];
- ığa всегда произносится как два отдельных гласных: sığa («ёмкость») [sɯ.a];
- в eği и iğe либо не произносится, либо произносится как [j], как если бы было написано y: değil («не») [dejil], diğer («другой») [dijer]; в разговорной речи eği произносится как долгий i: değil («не») [diːl];
- eği и ağı с суффиксе будущего времени -(y)AcAK- в формальной речи [e.i]/[a.ɯ] или в разговорной [æ]/[a]: seveceğim («я полюблю») [seveˈdʒe.im] или [seviˈdʒæm]; yazacağım («я напишу») [jazaˈdʒa.ɯm] или [jazɯˈdʒam].

### Другие
В остальных тюркских, а также в некоторых архаичных диалектах турецкого обозначает звонкую фрикативную заднеязычную фонему [ɣ~ʁ].